# Mátyás Dévai
Mátyás Dévai (născut Mátyás Bíró; n. mileniul II, Deva, Hunedoara, România – d. 1547, Debrețin, Ungaria) a fost un reformator maghiar.

## Studii
Din 1523 până în 1525 studiat teologia la Universitatea din Cracovia, după care a fost hirotonit preot catolic. Din 1527 a fost capelan al cetății din Boldogkőváralja. Interesat de noile idei reformatoare din Germania, s-a înscris la 3 decembrie 1529 la universitatea din Wittenberg, unde l-a avut profesor pe Philipp Melanchthon și unde l-a cunoscut de asemenea pe Martin Luther.
În 1531 s-a întors în Ungaria, unde a luat contact cu principele Ioan I Zápolya, pe care l-a însoțit în călătoriile sale. În toamna anului 1531 consiliul local din Cașovia l-a angajat pe Dévai pe postul de pastor orășenesc.

## Scrieri
- Ortographica Hungarica (1538)